# Onthophagus pseudojaponicus
Onthophagus pseudojaponicus är en skalbaggsart som beskrevs av Vladimir Balthasar 1941. Onthophagus pseudojaponicus ingår i släktet Onthophagus och familjen bladhorningar. Utöver nominatformen finns också underarten O. p. fukiensis.